# Adèle van der Pluijm-Vrede
Adèle Pauline van der Pluijm-Vrede (sinh năm 1952) từng giữ chức Quyền Thống đốc Curaçao từ ngày 10 tháng 10 năm 2010 đến ngày 4 tháng 11 năm 2013. Khi Thống đốc Curaçao Frits Goedgedrag từ chức vào ngày 24 tháng 11 năm 2012 vì lý do sức khỏe, Van der Pluijm-Vrede tiếp quản nhiệm vụ của mình trong khi vẫn giữ chức thống đốc cho đến ngày 4 tháng 11 năm 2013, Lucille George-Wout đã tuyên thệ nhậm chức.
Van der Pluijm-Vrede đã tuyên thệ trong buổi nhậm chức của mình, NC Römer-Kenepa, là thống đốc thứ hai tại Fort Amsterdam vào ngày 24 tháng 6 năm 2013.

## Cơ quan chính trị
Từ 2002 đến 2010 Van der Pluijm-Vrede từng là Thống đốc đương nhiệm của Antilles Hà Lan, với Frits Goedgedrag là thống đốc. Sau giải thể Antilles của Hà Lan mà Curaçao là một phần, Van der Pluijm-Vrede đã đảm nhận vị trí Quyền Thống đốc Curaçao. Khi Thống đốc Frits Goedgedrag từ chức vào tháng 11 năm 2012, Van der Pluijm-Vrede tiếp quản nhiệm vụ của mình.
Vào tháng 12 năm 2010, Helmin Wiels, lãnh đạo của Pueblo Soberano tại Estates của Curaçao đã đề cập rằng ông muốn thấy sự từ chức của Van der Pluijm-Vrede. Theo Wiels, Van der Pluijm-Vrede không nên ra lệnh cho cơ quan tình báo của Curaçao sàng lọc các Bộ trưởng của Curaçao.
Vào ngày 2 tháng 1 năm 2013, Van der Pluijm-Vrede đã thề trong nội các kỹ thuật của Daniel Hodge, và vinh dự bác bỏ nội các tạm thời trước đây do Stanley Betrian lãnh đạo. Nội các Hodge được hình thành như một nội các tạm thời khác, lần này là để xử lý các cải cách sau cuộc bầu cử năm 2012 đã thất bại trong việc tạo ra một liên minh sẵn sàng cải tổ. Vào ngày 27 tháng 3 năm 2013, nội các Hodge đã từ chức sau khi có dấu hiệu cho thấy các đảng chính trị ở Curaçao sẽ có thể thành lập nội các chính trị. Nội các Hodge có tình trạng chăm sóc. Vào ngày 5 tháng 5 năm 2013, Helmin Wiels, người tham gia vào quá trình hình thành nội các, đã bị giết. Vào ngày 27 tháng 5 năm 2013, Van der Pluijm-Vrede đã được yêu cầu bởi liên minh của PS, PAIS, PNP và thành viên độc lập Glenn Sulvaran, để cài đặt nội các chính trị vào ngày 3 tháng 6 năm 2013. Thành viên của Nghị viện cho PS, Ivar Asjes, đã từ chức để trở thành Thủ tướng mới của Curaçao. Nhà nghiệp dư Glenn Camelia, người đã được bổ nhiệm trước đó, đã gửi bản báo cáo cuối cùng cho Van der Pluijm-Vrede cùng ngày. Báo cáo cuối cùng chứa thông tin liên quan đến sự hình thành và đề xuất nội các bộ trưởng. Asjes đã rút đơn từ chức khỏi Quốc hội vài ngày sau đó, sau khi nhận được một lá thư của Van der Pluijm-Vrede nói rằng việc sàng lọc sự liêm chính của các bộ trưởng mới vẫn chưa được hoàn thành. Bà nói rằng do đó, sẽ không thể cài đặt chính phủ mới vào ngày 3 tháng 6. Vào ngày 7 tháng 6 năm 2013 Van der Pluijm-Vrede đã cài đặt chính phủ mới dưới quyền Ivar Asjes.
Vào ngày 30 tháng 4 năm 2013, Van der Pluijm-Vrede đã có mặt trong lễ thoái vị của Nữ hoàng Beatrix. Bà đã ký Đạo luật Bạo hành (tiếng Hà Lan: Akte van Abdicatie) làm nhân chứng cho phái đoàn của Curaçao. Vào ngày 25 tháng 6 năm 2013, bà đã thề trong buổi nhậm chức của mình, NC Römer-Kenepa, tại Fort Amsterdam.
Vào ngày 4 tháng 11 năm 2013, Lucille George-Wout đã được tuyên bố bởi Vua Willem-Alexander với tư cách là Thống đốc mới của Curaçao. Van der Pluijm-Vrede đã từ chức Quyền Thống đốc Curaçao vào ngày 1 tháng 4 năm 2014. Bà được bổ nhiệm làm Cán bộ của Hội Cam-Nassau vì làm Quyền Thống đốc.a